# Wheelock
Wheelock és una població dels Estats Units a l'estat de Vermont. Segons el cens del 2000 tenia 621 habitants.

## Demografia
Segons el cens del 2000, Wheelock tenia 621 habitants, 238 habitatges, i 178 famílies. La densitat de població era de 6,1 habitants per km².
Dels 238 habitatges en un 32,4% hi vivien nens de menys de 18 anys, en un 64,3% hi vivien parelles casades, en un 5,9% dones solteres, i en un 24,8% no eren unitats familiars. En el 19,3% dels habitatges hi vivien persones soles el 7,1% de les quals corresponia a persones de 65 anys o més que vivien soles. El nombre mitjà de persones vivint en cada habitatge era de 2,61 i el nombre mitjà de persones que vivien en cada família era de 2,96.
Per edats la població es repartia de la següent manera: un 25,9% tenia menys de 18 anys, un 6% entre 18 i 24, un 28% entre 25 i 44, un 30,4% de 45 a 60 i un 9,7% 65 anys o més.
L'edat mediana era de 40 anys. Per cada 100 dones de 18 o més anys hi havia 100 homes.
La renda mediana per habitatge era de 35.750 $ i la renda mediana per família de 40.625 $. Els homes tenien una renda mediana de 30.417 $ mentre que les dones 21.667 $. La renda per capita de la població era de 15.440 $. Entorn del 4,9% de les famílies i el 8,2% de la població estaven per davall del llindar de pobresa.